# Sandwich grófja
A Sandwich grófi címet 1660-ban, Edward Montagu (1625–1672) számára alapította a frissen trónra lépett II. Károly angol király. Ő választhatott, hogy Portsmouth-t vagy Sandwich grófja kíván lenni. Montagu Sandwich mellett döntött, mert abban az időben ez volt forgalmasabb kikötő. A cím máig öröklődik.
Közigazgatásilag Kent megye (non-metropolitan county) része Canterbury-től keletre, Thanet járásban.
A szócikk speciális jelölései
A dőlt betűs, kurzív nemesi cím jelentése: a viselő az apja (esetleg nagyapja) második (harmadik) címét viseli, az az ő az örökös vagy az örökös örököse.

## Sandwich grófjai

Címerpajzs: Ezüst, három egymással érintkező vörös rombusz vízszintesen.

Edward Montagu (1625–1672), Sandwich 1. grófja (1660)
1643-ban Huntingdonshire helyettes hadnagya (Deputy Lieutenant) lett a parlament képviseletében. Az Angol polgárháború során részt vett a lincolni ostromban (1644), a Marston moori csatában (1644) és a naseby-i csatában (1645). 1644-45-ben Henley kormányzója volt. 1645-től 1648-ig, majd 1653-ban, 1654-55-ben és 1656-58 között Huntingdonshire parlamenti képviselője volt, 1660-ban pedig Weymouth képviselőjeként tevékenykedett. 1653-ban az Államtanács tagja (Council of State), az Adóügyi Bizottság (Commissioner for Customs) tagja és az Államtanács elnöke (Lord President of the Council of State) lett. 1654-től 1659-ig a Kincstári Bizottság (Lord Commissioner of the Treasury) tagja, 1655-ben az Admiralitás egyik biztosaként (Commissioner of the Admiralty) működött. 1655-56-ban a flotta egyik közös főparancsnoka (joint General-at-Sea) volt.
1657-ben Cromwell titkos tanácsának tagjává vált, majd ugyanabban az évben Cromwell „Felsőházának” is tagja lett. 1657-ben a flotta főparancsnokaként szolgált, és támogatta Richard Cromwellt. 1659-60-ban ismét a flotta közös főparancsnoka lett, és a hajóhadat II. Károly király oldalára állította. 1660-ban grófi címet kapott: Sandwich grófja, al– vagy mellékcímek: Hinchingbrooke vikomtja, Huntingdon grófságban található Hinchingbrooke-ból és Montagu bárója, Huntingdon grófságban található St Neots-ból. Ugyanebben az évben Térdszalagrend lovagjává ütötték, valamint kinevezték a Királyi Nagyraktár (Master of the Great Wardrobe) vezetőjévé. Ugyanebben az évben ismét a Titkos Tanács tagja is lett.
1660-61-ben a Szűk Tengerek admirálisa és főparancsnoka (Admiral and Captain-General of the Narrow Seas), 1661-ben pedig a Királyi Hattyúk mestere (Master of the King's Swans) és a Trinity House mestere lett. 1661-ben rendkívüli nagykövetként (Ambassador Extraordinary) Portugáliába küldték. 1662-ben a Gyarmati Bizottság (Committee of Plantations) tagjává választották, 1662-63-ban Huntingdon feljegyzője (Recorder of Huntingdon) volt.
1664-ben a Kék Osztag (Blue Squadron) admirálisa, majd 1665-ben főparancsnok lett. 1666-68 között rendkívüli nagykövetként Spanyolországba küldték. 1670-ben a Gyarmati Tanács elnöke (President of the Council for Plantations) lett. A Southwell-öbölbeli csatában a Kék Osztag parancsnokaként szolgált, ahol életét vesztette.
Edward Montagu (1648. január 3. Hinchinbrooke – 1688. november 29.), Sandwich 2. grófja
Edward 1661 és 1664 között Franciaországban, majd 1664 és 1665 között Olaszországban utazgatott. 1670 és 1672 között Dover parlamenti képviselője volt. 1678-ban kinevezték rendkívüli nagykövetnek Lisszabonba, ahol diplomáciai feladatokat látott el. 1680/81 és 1685 között Huntingdonshire, majd 1685 és 1687 között Cambridgeshire főhadnagyaként (Lord Lieutenant) szolgált, amely tisztség során a király helytartójaként a megye katonai és közigazgatási felügyeletét látta el.

A Monthermer címer leírása: Arany (aranymező), zöld, kitárt szárnyú sas, vörös csőrrel és karmokkal.

A grófi címer, amelyet a harmadik gróf óta használnak.

Edward Montagu (1670. április 10. – 1729. október 20.), Sandwich 3. grófja
1690 és 1705 között a Dániai György herceg istállómestere (Master of the Horse) volt, amely tisztségében a hercegi udvar lovas ügyeiért, a lovas kíséretért és az istállók irányításáért felelt. Emellett Huntingdonshire főhadnagyaként (Lord Lieutenant) szolgált, ahol a megye katonai és közigazgatási felügyeletét látta el a király nevében.

Címer. Margaret de Monthermer (1329. október 14. – 1394/1395. március 24.) Thomas de Monthermer, Monthermer 2. bárója és Margaret Teyes lánya volt. Apja 1340-ben bekövetkezett halála után Margaret saját jogán Monthermer bárónője lett. Margaret feleségül ment John de Montacute-hoz, Montacute 1. bárójához, Salisbury 2. grófjának fiatalabb fiához. Mivel bátyjának, a második grófnak nem volt élő örököse, ezért John és Margaret fia, John Montacute lett Salisbury 3. grófja. John fia, Thomas Montagu lett Salisbury 4. grófja. Thomasnak egyetlen legális gyereke, lánya született, Alice Montagu (1407–1462), aki apja halálakor saját jogán örökölte a grófi címet, ő volt Salisbury 5. grófnője. Őt Richard Neville vette feleségül, aki felesége jogán lett 5. grófja. Alice és Richard unokája, Lucy Neville (1468–1534) házasságot kötött Sir Anthony Browne-nal, és az ő leszármazottaik között találjuk Sir Henry Montagu-t (1563–1642), aki Edward Montagu, Sandwich 1. grófjának (1625–1672) a nagyapja volt. A Monthermer-ek címere így került be a Sandwich grófok címerébe.
Edward Richard Montagu (1692. július 7. – 1722. október 3.), Hinchingbrooke vikomtja
Katonai és politikai pályafutásáról ismert angol nemes volt. 1712-ben a gróf Essex sárkányos ezredének kapitánya lett, majd 1715-ben a Coldstream Guards kapitányává nevezték ki. Ugyanebben az évben I. György király szárnysegédjeként (ADC) is szolgált. 1716-ban a 12. gyalogezred alezredesévé léptették elő, 1717 és 1722 között pedig a 37. gyalogezred ezredese volt. Politikai pályáján a whig párt tagjaként 1713-tól 1722-ig Huntingdon, majd 1722-ben Huntingdonshire parlamenti képviselőjeként tevékenykedett. 1722-ben Huntingdonshire főhadnagyává (Lord Lieutenant) nevezték ki.
John Montagu (1718. november 13. – 1792. április 30.), Sandwich 4. grófja
John Montagu kiemelkedő angol államférfi, katona és diplomata volt. 1737 és 1739 között bejárta Franciaországot, Olaszországot, Görögországot és Törökországot. Katonai pályafutása során 1745-ben ezredes, 1755-ben vezérőrnagy, 1759-ben altábornagy, majd 1772-ben tábornok lett. 1744 és 1746 között az Admiralitás tagja volt, 1748/49-ben kinevezték az Admiralitás első lordjává, ezt a tisztséget 1751-ig, majd 1763-ban és 1771–82 között ismét betöltötte. 1748/49-ben a Titkos tanács tagja lett. Diplomáciai karrierjének csúcspontjaként 1746-ban a bredai konferencián, majd 1747-48-ban az aacheni béketárgyalásokon volt meghatalmazott miniszter. Az 1749-től a Trinity House felelős vezetőjeként, majd 1749–52, 1760–64, valamint 1777–82 között mestereként szolgált. 1755–63 között Írország közös helyettes kincstárnoka, 1763–1765, majd 1770–1771 között az európai protestáns országokkal foglalkozó vezető külügyi hivatalnok volt. 1768 és 1770 között a Postamesterek vezetője, majd 1783–84 között a St James's és a Hyde Parkok rangere volt.
Nevét a „szendvics” elnevezés is őrzi, mivel állítólag ő találta fel ezt az étkezési formát, hogy munka közben ne kelljen megszakítania tevékenységét. Ugyancsak róla nevezte el James Cook a mai Hawaii-szigeteket Sandwich-szigeteknek, továbbá az Ausztrália keleti partja előtt található Montagu-szigetet és az Atlanti-óceán déli részén elterülő Déli-Sandwich-szigeteket; családi kastélyáról pedig az északkelet-ausztráliai Hinchinbrook-szigetet.
John Montagu (1744. január 26. – 1814. június 6.), Sandwich 5. grófja
John Montagu 1759-ben belépett a hadseregbe, majd 1761-től a 3. Skót Gárda (3rd Scots Guards) hadnagya és kapitánya lett, végül 1797-ben nyugalomba vonult. 1765–1768 között Brackley, majd 1768–1792 között Huntingdonshire parlamenti képviselője volt. 1771-ben kinevezték a királyi háztartás alelnökévé (Vice Chamberlain of the Household), és ugyanebben az évben bekerült a Titkos tanácsba. 1783-tól 1806-ig a királyi vadászebek felügyelője (Master of the Buckhounds) tisztséget töltötte be. 1792-ben Huntingdon város feljegyzéseinek őrzője (Recorder of Huntingdon) lett. 1807 és 1814 között társpostamester (Joint Postmaster General) tisztséget viselt, amely a királyi postaszolgálat felügyeletét jelentette.
George Montagu (1773. február 4. – 1818. május 21.), Sandwich 6. grófja
Huntingdonshire parlamenti képviselője (tory) 1794-1814, Huntingdon polgármestere 1797-ben és 1805-ben.
John Montagu (1811. november 8. – 1884. március 3.), Sandwich 7. grófja
1832-ben a 1st Grenadier Guards zászlósa és hadnagya lett, majd 1841-től 1884-ig Huntingdonshire főispánjaként (Lord Lieutenant) szolgált. 1852-ben kinevezték a Gentlemen-at-Arms kapitányává (Captain of the Honourable Corps of Gentlemen-at-Arms), ugyanebben az évben bekerült a Titkos tanácsba. 1858 és 1859 között konzervatív kormány alatt a királyi vadászebek felügyelője (Master of the Buckhounds) tisztséget töltötte be. 1883-tól haláláig Viktória királynő milícia-szárnysegédje (Militia ADC to Queen Victoria) volt. Ezenkívül Huntingdon város főfelügyelőjének (High Steward of Huntingdon) tisztségét is viselte.
Edward Montagu (1839. július 13. – 1916. július 26.), Sandwich 8. grófja
Katonai pályafutását 1857-ben kezdte a 1ső Grenadier Guards zászlósaként és hadnagyaként, majd 1862-ben hadnagy és kapitány lett. 1864 és 1870 között a zászlóalj segédtisztje, 1870-ben alezredessé, 1881-ben ezredessé léptették elő, majd 1884-ben nyugállományba vonult. 1875 és 1876 között Gibraltáron katonai titkári tisztséget látott el. 1876 és 1881 között Huntingdon parlamenti képviselőjeként szolgált. 1891-től haláláig, 1916-ig Huntingdonshire főispánjavolt, emellett Huntingdon város főfelügyelőjeként is tevékenykedett. 1906-ban elnyerte a Királyi Viktória-rend parancsnoki fokozatát (KCVO).
George Montagu (1874. december 29. – 1962. június 15.), Sandwich 9. grófja
1900 és 1906 között South Huntingdonshire parlamenti képviselője, 1933 és 1936 között Huntingdonshire megyei tanácsának elnöke. Huntingdonshire főispánjaként is szolgált. 1934 és 1941 között a Tate Gallery, 1937 és 1947 között pedig a greenwichi Nemzeti Tengerészeti Múzeum kurátora volt.
Victor Montagu (1906. május 22. – 1995. február 22.), Sandwich 10. grófja
Victor Montagu, 1932 és 1934 között Lord Baldwin  magántitkára volt. 1941-től 1962-ig Dorset South konzervatív képviselője volt az Alsóházban. Annak érdekében, hogy továbbra is aktív tagja maradhasson az Alsóháznak, 1964. július 24-én, a Peerage Act 1963 értelmében lemondott grófi címéről és az azzal járó örökletes főnemesi jogokról, mivel a törvény lehetővé tette, hogy az örökletes címek birtokosai lemondjanak jogaikról, így elkerülve a Lordok Házába való automatikus áthelyezést.
John Montagu (1943. április 11. – 2025. február 1.), Sandwich 11. grófja
Lord Sandwich az Eton College-ben, majd a cambridge-i Trinity College-ben tanult. 1995-ben örökölte a grófi címet, a Lordok Háza 1999-es reformja után a testületben maradó kilencven örökletes főrend közé választották. Függetlenként foglalt helyet a Lordok Házában, és főként a nemzetközi fejlesztési és menekültügyi kérdésekben szólalt fel. 2024. május 20-án vonult vissza a Lordok Házából. Sandwich grófja 1968. július 1-jén feleségül vette Susan Caroline Haymant. Felesége korábban üzleti újságíróként és közel-keleti szakértőként dolgozott az Európai Bizottságnál. Számos, a térséggel kapcsolatokat ápoló szervezet tagja, többek között a Saudi British Society bizottsági tagja, valamint a Women in Business International vezető tanácsadója. Dorsetben is aktív szerepet vállal, például a Heritage Lottery Fund délnyugati bizottságában és a Beaminster Fesztiválon. Ezen kívül a Dorset Natural History & Archaeological Society elnökeként is tevékenykedik. Három gyermekük és négy unokájuk van (2025).
Luke Montagu (1969. december 5. – ), Sandwich 11. grófja
Luke Timothy Charles Montagu jótékonysági tevékenységgel foglalkozó arisztokrata és a filmoktatás népszerűsítője  szakember. Tanulmányait a Westminster iskolában és a Columbia Egyetemen végezte, életének jelentős részét a Dorset megyében található Mapperton House menedzselésével és jótékonysági ügyekkel töltötte. Montagu éveken át szenvedett a vényköteles gyógyszerek mellékhatásaitól, miután egy addiktológiai klinika hibás kezelést alkalmazott nála. Később 1,35 millió font kártérítést kapott. Felesége jógatanfolyamokat kezdett tartani templomi közösségi termekben, hogy bevételhez jussanak, mivel Montagu már nem tudta ellátni a Met Film School igazgatói feladatait. Montagu 2004-ben vette feleségül az illinois-i Julie Fishert. Házasságukból pedig két fiú született.
Rezidenciája a dorseti Mapperton House.
- első gróf
- második gróf
- harmadik gróf
- negyedik gróf
- ötödik gróf
- hetedik gróf
- nyolcadik gróf
- tizenegyedik gróf

## Családfa
A családfán nem szerepel a család összes tagja, csupán a szócikk megértéséhez szükségeseket tüntettük fel.
- Edward Montagu (1625. július 27. Barnwell – 1672. május 28. Solebay-i csata),  Sandwich 1. grófja 
  - Edward Montagu (1648. január 3., Hinchinbrooke – 1688. november 29.),  Sandwich 2. grófja
    - Edward Montagu (1670. április 10. London – 1729. október 20.),  Sandwich 3. grófja
      - Edward Montagu (1692. július 7. – 1722. október 3.), Hinchingbrooke vikomt
        - John Montagu (1718. november 13., Chiswick – 1792. április 30.),  Sandwich 4. grófja
          - John Montagu (1744. január 26. – 1814. június 6.),  Sandwich 5. grófja 
            - George Montagu (1773. február 4. – 1818. május 21.),  Sandwich 6. grófja
              - John Montagu (1811. november 8. – 1884. március 3.),  Sandwich 7. grófja
                - Edward Montagu (1839. július 13. – 1916. június 26.),  Sandwich 8. grófja
                - Victor Montagu (1841. április 20. – 1915. január 30.)[m 5]
                  - George Montagu (1874. december 29. – 1962. június 15.),  Sandwich 9. grófja ∞ Anne Cavendish
                  - Victor Montagu (1906. május 22. London – 1995. február 25.),  Sandwich 10. grófja
                    - John Montagu (1943. április 11. – 2025. február 1.),  Sandwich 11. grófja
                      - Luke Timothy Charles Montagu (1969. december 5. – ),  Sandwich 12. grófja
                        - (1) William James Hayman Montagu, (2004. november 2. – ), Hinchingbrooke vikomtja
                        - (2) Nestor John Sturges Montagu (2006–)

                      - (3) Orlando Montagu (1971–)[m 6]
                        - (4)Walter Montagu (2005–)

            - William Augustus Montagu (1785. december 4. Ryde – 1852. március 6.) a Királyi Haditengerészet admirálisa

          - Robert Montagu (1763 - 1830. november 27.) a Királyi Haditengerészet altengernagya